# Loquitz
La Loquitz est une rivière allemande d'une longueur de 33 km qui coule dans les länder de la Thuringe et de la Bavière.

## Source de la traduction
- (de) Cet article est partiellement ou en totalité issu de l’article de Wikipédia en allemand intitulé « Loquitz » (voir la liste des auteurs).